# Ловінек
Ловінек (пол. Łowinek) — село в Польщі, у гміні Прущ Свецького повіту Куявсько-Поморського воєводства.
Населення — 571 особа (2011).
У 1975-1998 роках село належало до Бидгощського воєводства.

## Демографія
Демографічна структура станом на 31 березня 2011 року:
|          | Загалом | Допрацездатний вік | Працездатний вік | Постпрацездатний вік |
| -------- | ------- | ------------------ | ---------------- | -------------------- |
| Чоловіки | 276     | 75                 | 179              | 22                   |
| Жінки    | 295     | 64                 | 176              | 55                   |
| Разом    | 571     | 139                | 355              | 77                   |